# Лиза с зонтиком (картина Ренуара)
«Лиза с зонтиком» (фр. Lise – La femme à l'ombrelle) — картина французского художника Пьера Огюста Ренуара, написанная маслом на холсте в 1867 году во время раннего салонного периода. На картине в полный рост изображена модель Лиза Трео, позирующая в лесу. Она одета в белое муслиновое платье и держит в руках черный кружевной зонтик, чтобы защититься от солнечного света, пронизывающего листья. Создается контраст: лицо женщины находится в тени, а ее тело на свету, выделяется платье. После того, как Салон отклонил несколько картин, «Лиза с зонтиком» Ренуара была наконец принята и выставлена в мае 1868 года.
Картина была одной из первых успешных работ Ренуара с точки зрения критики. В то время Ренуар все еще находился под влиянием Гюстава Курбе, но продолжал создавать свой уникальный стиль, рисуя пронизывающий свет, к которому возвращается в картинах «Качели» (1876) и «Бал в Мулен де ла Галетт» (1876). Некоторые критики высмеяли портрет почти в натуральную величину и необычный контраст «Лизы с зонтиком». Теодор Дюре, страстный поклонник зарождающегося на тот импрессионизма, купил картину у Ренуара, который не смог ее продать. Карл Эрнст Остхаус, немецкий меценат в области авангардного искусства, приобрел картину «Лиза с зонтиком» в 1901 году для музея Фолькванг.

## История
Пьер Огюст Ренуар (1841—1919) вырос в Париже, где его отец работал портным, а мать — швеей. В юности Ренуар четыре года учился на художника по фарфору, но промышленная революция шла полным ходом, и технологические инновации в производстве фарфора заменили художников машинами, оставив Ренуара без карьеры. Олден Джуэлл: «Забавно думать о том, что если не было бы изобретено автоматизированной росписи по фарфору, Ренуар так и остался бы декоратором, занимавшимся китайскими вазами, до конца своих дней». Вскоре Ренуар нашел работу художника-декоратора, в течение дня он расписывал веера для дам, шторы, церковные знамена для зарубежных миссионеров. Благодаря ранним декоративным и ремесленным работам Ренуар научился быстро рисовать. Помимо основной деятельности, Ренуар рисовал по вечерам, а свободное время проводил за изучением картин в Лувре.
В ноябре 1860 года Пьер Огюст Ренуар (1841—1919) поступил в частную студию Шарля Глейра (1806—1874), а затем в апреле 1861 года был принят в Школу изящных искусств. В мастерской Глейра Ренуар подружился с однокурсниками Клодом Моне (1840—1926), Альфредом Сислеем (1839—1899) и Фредериком Базилем (1841—1870). Летом 1862 года Ренуар и его друзья рисовали пейзажи в лесу Фонтенбло, следуя традициям барбизонской школы. В 1849 году в Фонтебло была проложена железная дорога, что позволило парижанам пребывать там днем. Именно в лесу Ренуар впервые встретил Нарцисса Вирхилио Диаса (1807—1876), который, согласно популярному анекдоту, спас Ренуара от жестокого избиения, тростью отбивая нападавших, высмеивающих халат Ренуара. У Ренуара и Диаса были общие интересы; они оба начинали как декораторы по фарфору, прежде чем заняться живописью. Диас как ментор помог Ренуару, дал ему доступ к художественным принадлежностям, повлиял на его стиль и изменил его, препятствуя чрезмерному использованию битума и предлагая осветлить палитру. Искусствовед Жан Буре пишет: "Диас, все еще одетый в свой старый халат декоратора по фарфору (как Тройон и Дюпре), случайно встретил Ренуара на поляне в лесу и порекомендовал использовать более светлые тона. Это был тот самый совет, который он сам получил от Руссо тридцать лет назад. Так была передана традиция, и отныне нести факел стало задачей других «сынов света».
В исследовании динамики сотрудничества и дружбы между французскими импрессионистами социолог Майкл П. Фаррелл отмечает, что группа вместе училась на успехах и ошибках. Получив от Диаса новые знания о цвете, Ренуаром поделился ими с друзьями. Сислей сначала сопротивлялся, думая, что «глупо» рисовать светлыми красками («Идея сделать деревья синими, а землю пурпурной!») вместо темных, используемых в классическом стиле, который художники привыкли применять. Учитывая новаторство в рисовании цветом и отрицательную реакцию на данную практику, Дюре пишет: «Благодаря тому, что импрессионисты все время работали на природе, они научились ловить многочисленные оттенки и, таким образом, запечатлевать на своих полотнах неожиданные эффекты. Например, импрессионисты увидели, что от солнечного света зимой на снегу остается голубая тень, и соответственно, они рисовали тень голубой. Они также заметили, что летом свет под деревьями на земле дает фиолетовый оттенок, и они делали основание под деревьями фиолетовым. В частности, Ренуар рисовал бал на Монмартре («Бал в Мулен де ла Галетт»), и «Качели», на которой фигуры под деревьями кажутся пятнистыми от солнечного света, а картина воспринимается в основном цвете — в фиолетовом. Новаторство с голубым и фиолетовым цветом вызвало большой резонанс. Никто не задавался вопросом, могут ли тени при ярком солнечном свете на снегу или под деревьями обладать теми цветами, которыми их наделили импрессионисты. Такие эффекты никогда не появлялись прежде на картинах, и этот факт был достаточным для того, чтобы консервативно настроенный зритель относился к нововведению презрительно. Экспериментируя, Сислей вскоре перенял новую практику, которой поделился с Моне и Базилем. Экспериментальное использование цвета Ренуаром доказало то, что Моне ранее узнал от своего наставника, голландского художника Йохана Йонгкинда (1819—1891) и предшественника импрессионизма. Но вместе с успехом пришли и неудачи, которые также имели большое значение. Эксперимент Моне с крупноформатной живописью и его неудача с картиной «Завтрак на траве» (1865—1866) повлияли на близких друзей, а стиль Моне помог определить подход Ренуара к картине «Лиза с зонтиком» в 1867 году.
Ренуар начал представлять свои работы в Салоне в 1863 году. Первая работа Ренуара, «Нимфа и Фавн», была отклонена, в результате чего он уничтожил картину. В следующем году Ренуар совершил еще одну попытку, представив полотно «Эсмеральда» в Салоне 1864 года. Несмотря на признание, Ренуар в очередной раз уничтожил картину. Две работы Ренуара, «Портрет Уильяма Сислея» (1864) и «Летний вечер», были приняты Салоном 1865 года. Из четырех ранних работ Ренуара, представленных в Салоне в 1863—1866 годов, сохранилась только одна работа («Портрет Уильяма Сислея»).
Около 1865 года Ренуар познакомился с Лизой Трео через своего друга, бывшего архитектора и художника Жюля Ле Кера, который состоял в отношениях с Клеманс, сестрой Лизы. Жюль был изображен на двух картинах Ренуара в 1866 году: «Таверна матери Антония» и «Жюль Ле Кер в лесу Фонтенбло». Примерно с 1865 по 1872 год Лиза позировала Ренуару, была его любовницей и спутницей в ранний период работы в Салоне. Тем временем Ренуар продолжал сталкиваться с отказом в Салоне, написав «Пейзаж с двумя фигурами» (1866) и «Диану» (1867), Лиза была моделью для этих работ. Новаторское творение Ренуара вызвало насмешки, художник пребывал в нищете, так как не мог продавать свои картины. Он выжил, посвятив себя рисованию портретов для богатых покровителей — таких, как семья Ле Кер. Около десяти лет Ренуар рисовал портреты и натюрморты для семьи Ле Кер; Ренуар также получил заказ от брата Жюля Шарля (Charles Le Coeur, 1874) на роспись потолка городского дома, спроектированного для румынского принца Джорджа Бибеску. Позднее, в 1874 году, десятилетнее покровительство Ле Кер резко оборвалось, когда Ренуар отправил 16-летней дочери Шарля Мари («Портрет Мари Ле Кер», 1870) любовное письмо, которое привело к постоянному запрету на пребывание в резиденции Ле Кер. Семья Ле Кер коллекционировала работы Ренуара до 1920-х годов. Искусствовед Дуглас Купер отмечает: "Как и Лиза, Ле Керы давали моральную поддержку Ренуару и вдохновляли его в те мрачные годы, когда он, перед лицом бедности и разочарования, боролся за преодоление трудностей, с которыми сталкивается на пути творческая личность. Как и Лиза, Ле Керы исчезают из окружения Ренуара в тот момент, когда его стиль достигает зрелости и когда художник становится успешным.

## Развитие
Ренуар позиционировал себя как художник-фигурист в ранний период Салона с 1863 по 1873 гг., когда создавал крупномасштабные работы с фигурами на открытом воздухе, и только один пейзаж (Soirée d'été) был представлен Салону за все это время. До того, как импрессионисты проводили свои первые выставки в 1870-х годах, традиционное академическое искусство ставило пейзажную живопись ниже, чем историческую, портретную и жанровую. «Несмотря на привязанность к Ле Керу и Марлотте, а также к Моне и Сислею, — пишет искусствовед Колин Б. Бейли, — пейзажная живопись была для Ренуара второстепенным занятием». Как ни странно, отказ Ренуара идентифицировать себя как пейзажиста для того, чтобы соответствовать требованиям академического искусства того времени, мог помешать продаже картин, поскольку такие коллекционеры, как Поль Дюран-Рюэль, стремились покупать пейзажи, а не фигурные картины.. Из-за финансовых трудностей и маленькой квартиры родителей (семь взрослых жили в трех комнатах), Ренуар провел ранние годы, проживая с богатыми друзьями, — художником Фредериком Базилем, семьей Ле Кер, Эдмондом Метром и Альфредом Сислеем, которые помогали ему найти заказы. В июле 1866 года Ренуар жил с Базилем на улице Висконти 20 на Левом Берегу и оставался там до декабря 1867 года.
Ренуар начал писать «Лизу с зонтиком летом» 1867 года, возможно, в августе, когда ему было 26 лет. Ранее предполагалось, что Ренуар написал картину в лесу Фонтенбло, недалеко от Шайи-ан-Бри, недалеко от Буррон-Марлотт, точно так же, как он сделал это с «Таверной Матушки Антонии» (1866). Более поздние исследования указывают на то, что Ренуар писал «Лизу с зонтиком» в лесу Шантильи, в Шантильи, Уаза, в течение двух месяцев, с июля по август. В это время друг Ренуара, Эдмон Мэтр (1840—1898), отправил сообщение Фредерику Базилю (1841—1870) о том, как изменилась техника Ренуара. Ренуар пребывал в Шантильи, но 23 августа 1867 года Мэтр написал о том, что видел Ренуара в Париже в начале того года. Ренуар «рисовал странные полотна, променяв скипидар на неизвестный сульфат и используя вместо ножа известный маленький шприц». Неизвестно, завершил ли Ренуар картину «Лиза с зонтиком» в мастерской или на пленэре в лесу. «Даже если Ренуар в основном работал над картиной в студии, — пишет искусствовед Гэри Тинтероу, — мы недостаточно знаем о его практике в 1860-х годах». Несмотря на это, Ренуар «представлял свои сюжеты как пленэрную живопись».

## Выставка
Ренуар назвал картину коротко и просто — «Лиза» — и представил ее в Салоне в 1868 году. Картина была принята, она получила положительные отзывы. Это была первая успешная работа Ренуара с точки зрения критики, но, по словам Тинтероу, «у Ренуара было клеймо бунтаря наряду с Курбе, Мане и Моне». Внимание, которое Ренуар привлек к картине «Лиза», побудило администраторов Салона ее переместить вместе с картинами Базиля и Моне в удаленную галерею, известную как «мусорная свалка» (dépotoir). Когда работы Ренуара выставлялись в Салоне в начале карьеры, их часто демонстрировали там, где публике было трудно их увидеть и они получали меньше внимания. Искусстовед Джейн М. Роос отмечает, что «передача работ в склад была излюбленной тактикой администрации, „унижением“, по словам Кастаньяри, и верным признаком того, что картина вызвала недовольство или, возможно, слишком понравилась публике».

## Описание
«Лиза с зонтиком» — портрет молодой женщины в полный рост, стоящей на лесной поляне в тени дубовой рощи. Женщина изображена во фронтальной позе при свете солнца, лицо частично затемнено и повернуто влево, на него падает тень от зонта. На женщине маленькая соломенная шляпа в форме свиного пирога с красными лентами и длинное белое муслиновое платье с черным поясом; платье застегнуто до шеи, у него длинные прозрачные рукава. Лиза носит черный кружевной зонтик, и ее голова остается в тени, в тот время как тело находится под ярким солнечным светом, Лиза стоит на траве. Инициалы «А» (Огюст) и «Л» (Лиза) являются арборглифами в тени позади женщины.

## Стиль и темы
Искусстовед Джон Хаус отмечает, что работа «находится на границе между портретной и жанровой живописью». Решение Ренуара назвать картину, используя только имя его модели, указывает, по словам Хауса, на то, что это не традиционная портретная картина, поскольку в таких работах обычно используются фамилии или инициалы. Используя имя Лизы в качестве титула, Ренуар, вероятно, указывал на статус любовницы (незамужней любовницы и спутницы). Представление Ренуаром Лизы в полный рост, согласно Питеру Фейсту, является типичным для королевской западной традиции.
Искусствовед Шарль Луи Боргмейер пишет, что раннее использование Ренуаром эффекта тумана в портрете «Лиза с зонтиком» будет продолжено. По крайней мере, две более поздние картины с изображением тумана (фигура мужчины в «Ложе» (1874) и фигура балерины в «Танцовщице» (1874), были представлены на первой выставке, которая позже стала известна как выставка импрессионистов в апреле 1874 года. "То, что Клод Моне, Сислей, Гийомен и Писсарро делали с пейзажем, — пишет Боргмейер, — Ренуар делал с фигурами. Он воспринял их чистый цвет и яркую тональность, и под его кистью лицо, тело и даже аксессуары приобрели сияние.
Историк Эйлин Рибейро отмечает, что интерес Ренуара к моде мог возникнуть благодаря семье, поскольку его отец был портным, а мать — портнихой. Ренуар интересовался женской модой и часто представлял наряды и аксессуары, которые модели носили бы на его картинах. Данные того времени показывают, что Ренуар проявлял особый интерес к женским шляпам. По словам Энн Дистель, Лиза была швеей из рабочего класса, но ее появление в «прекрасном платье и с зонтиком предполагает праздничную экстравагантность» в контексте картины.

## Критика
В конце 1860-х годов Ренуар все еще находился в процессе разработки уникального стиля и техники. Критики отметили, что «Лиза с зонтиком», как и некоторые более ранние картины Ренуара, «Таверна матери Антония» (1866) и «Диана» (1867), была написана под влиянием других художников, особенно французского художника-реалиста Гюстава Курбе. Искусстоведы Лионелло Вентури и Жан Леймари отмечают влияние Курбе, особенно в работе «Деревенские дамы» (1852). Моделью для центральной фигуры этой картины стала сестра Курбе Джульетта; она появляется в профиль с зонтиком в позе, похожей на Лизу Ренуара. Критики сравнивали полотно с предыдущими картинами — такими, как Симфонии в белом, № 1: Белая девушка (1861—1862) Джеймса Эббота Макнейла Уистлера, Олимпия (1863) Эдуарда Мане и Камилла (1866) Клода Моне.
Искусствовед Захари Астрюк и писатель Эмиль Золя рассматривали «Лизу с зонтиком» Ренуара как продолжение «Камиллы» Моне. Астрюк, который также был другом Ренуара, описывал Лизу как «симпатичную парижскую девушку в лесу» и считал картину частью триптиха, начинающегося с «Олимпии» Мане, за «Олимпией» следует «Камилла», а после — «Лиза с зонтиком». В Салоне не противостояли «Лизе с зонтиком». Искусствовед Теофиль Торе, который был ранее поклонником импрессионистов, высоко оценил работу. Торе писал: «Платье из белой сетки находится под светом, на платье ложится легкий зеленоватый оттенок, отражающий листву. Голова и шея находятся в нежной полутени под зонтиком. Эффект настолько естествен и правдоподобен, что его вполне можно было бы счесть ложным; человек привык к обыкновенным цветам, но разве цвет не зависит от среды, которая его окружает?».
Тинтероу считает, что картина подверглась критике, поскольку Ренуар решил затенить лицо Трео и подчеркнуть отражение солнечного света от белого платья. Этот необычный контраст сразу заметили критики, высмеивающие внешность Трео. В Le Salon Pour Rire французский карикатурист Андре Жиль сравнил Трео в «Лизе с зонтиком» с «хорошим полумягким сыром, выброшенным на прогулке», в то время как Фердинанд де Ластейри описал картину как «фигуру толстой женщины, вымазанную белым».

## Источник
В письме к Фредерику Базилю в сентябре 1869 года Ренуар пишет об отчаянной потребности в деньгах: «Я выставлял [портреты] Лизы и Сислея у Карпентье. Я собираюсь продать портрет примерно за 100 франков, а свою женщину в белом выставлю на аукцион. Я продам ее по любой цене; мне все равно». Ренуару не удалось продать картину.
В 1872 году Теодор Дюре (1834—1917), ныне известный как «один из самых первых и ярых защитников» импрессионистов, впервые встретился с Ренуаром через Эдгара Дега (1834—1917). В то время Дюре не был впечатлен богемным подходом Ренуара. Однако Дега высоко оценил работу Ренуара, что побудило Дюре искать его картины в местных галереях. В марте 1873 года Дюре купил картину Ренуара «Летом» (1868) за 400 или 500 франков, возможно, в художественной галерее на Монмартре. Заинтересовавшись тем, что может предложить Ренуар, Дюре отправился на поиски художника. Ренуар сказал Дюре, что не может платить за аренду своей студии и ему нужно быстро продать свои картины. Дюре встретился с Ренуаром в его мастерской и решил купить «Лизу», картину, которая больше всего понравилась, на месте за 1200 франков. До того, как Дюре купил Лизу, холст лежал на полу свернутым, потому что Ренуар был вынужден продать подрамник. «Холст никому не был нужен», — писал немецкий искусствовед Юлиус Мейер-Грефе.
Позже Дюре продал картину Полю Дюран-Рюэлю в Париже 5 июня 1890 года; Дюран-Рюэль выставил творение в галерее города Гамбург, которой владел немецкий коллекционер Пауль Кассирер из Берлинского сецессиона. Кассирер выставлял картины французских художников вопреки желанию кайзера. Кассирер купил творение 10 мая 1901 года несколько месяцев спустя. Позже, в том же месяце, 23 мая, Карл Эрнст Остхаус, покровитель европейского авангарда, заплатил 18 000 золотых марок за «Лизу с зонтиком» и принес картину в свой музей Фолькванг в Хагене, Германия. В письме к жене Гертруде Остхаус писал: «Картина Ренуара настолько красива, что я не смог устоять». Картина была перевезена в Эссен, когда в 1922 году музея Фолькванг переехал туда.

## Связанные работы
Сестринская картина «Портрет Лизы» (Лиза с букетом полевых цветов) (1867) была завершена примерно в то же время, что и более крупная картина «Лиза с зонтиком». В обеих работах Лиза появляется в лесу в одинаковом платье и с одинаковыми серьгами, но в «Портрете Лизы» она носит синий, а не черный пояс. Хаус отмечает тематическое и повествовательное сходство между «Лизой с зонтиком» и «Прогулкой» (1870), поскольку ожидания женщины в «Лизе с зонтиком» воплощаются в жизнь в «Прогулке»; сюжет со свиданием в лесу стал популярным в девятнадцатом веке. На более поздней картине «Женщина с зонтиком, сидящая в саду» (1872) Лиза изображена сидящей; она одета в похожее платье с красным поясом, на ней — шляпа, а руке она держит зонтик.
«Лиза с зонтиком» была первой из картин Ренуара, на которой была изображена человеческая фигура и свет сквозь листья сверху. Более поздние работы Ренуара, в которых используется тот же стиль, включают «Качели» (1876 г.) и «Бал дю Мулен де ла Галетт» (1876).
В мае 1878 года Теодор Дюре опубликовал Les Peintres Impressionnistes, одну из первых исторических работ об импрессионистском движении. Ренуар сделал рисунок «Лизы с зонтиком» для книги Дюре. Рисунок использовался как фронтиспис; это была единственная картина импрессиониста во всей книге. В разделе, посвященном Ренуару, Дюре восторженно отзывается о «Лизе с зонтиком», чтобы помочь художнику найти заказы от будущих покровителей. «Ренуар преуспевает в портретной живописи», — пишет Дюре. «Я сомневаюсь в том, что какой-либо художник рисовал женщину в более спокойной манере».
| Год     | Изображение | Заголовок                                       | Тип             | Размеры         | Галерея           | Примечания                                                                                           |
| ------- | ----------- | ----------------------------------------------- | --------------- | --------------- | ----------------- | --- |
| 1867 г. | </img>      | Портрет Лизы (Лиза держит букет полевых цветов) | Масло на холсте | 156 см × 129 см | Частная коллекция | Сестра рисует Лизе с зонтиком. Когда-то принадлежал французскому модельеру высокой моды Жанне Ланвен |
| 1870 г. | </img>      | Прогулка                                        | Масло на холсте | 813 см × 648 см | Гетти Центр       | Намек на романтическое свидание в «Лизе с зонтиком»                                                  |
| 1872 г. | </img>      | Женщина с зонтиком в саду                       | Масло на холсте | 46 см × 37,9 см | Частная коллекция | Наряд, похожий на Лизу с зонтиком                                                                    |
| 1878 г. | </img>      | Лиза с зонтиком (рисунок)                       |                 |                 |                   | Рисунок Ренуара, использованный Дюре в качестве фронтисписа в его книге 1878 года об импрессионизме  |